# Альбіція іранська
Альбіція іранська, альбіція ленкоранська, шовкова акація (Albizia julibrissin) — вид квіткових рослин родини бобові (Fabaceae).

## Назва

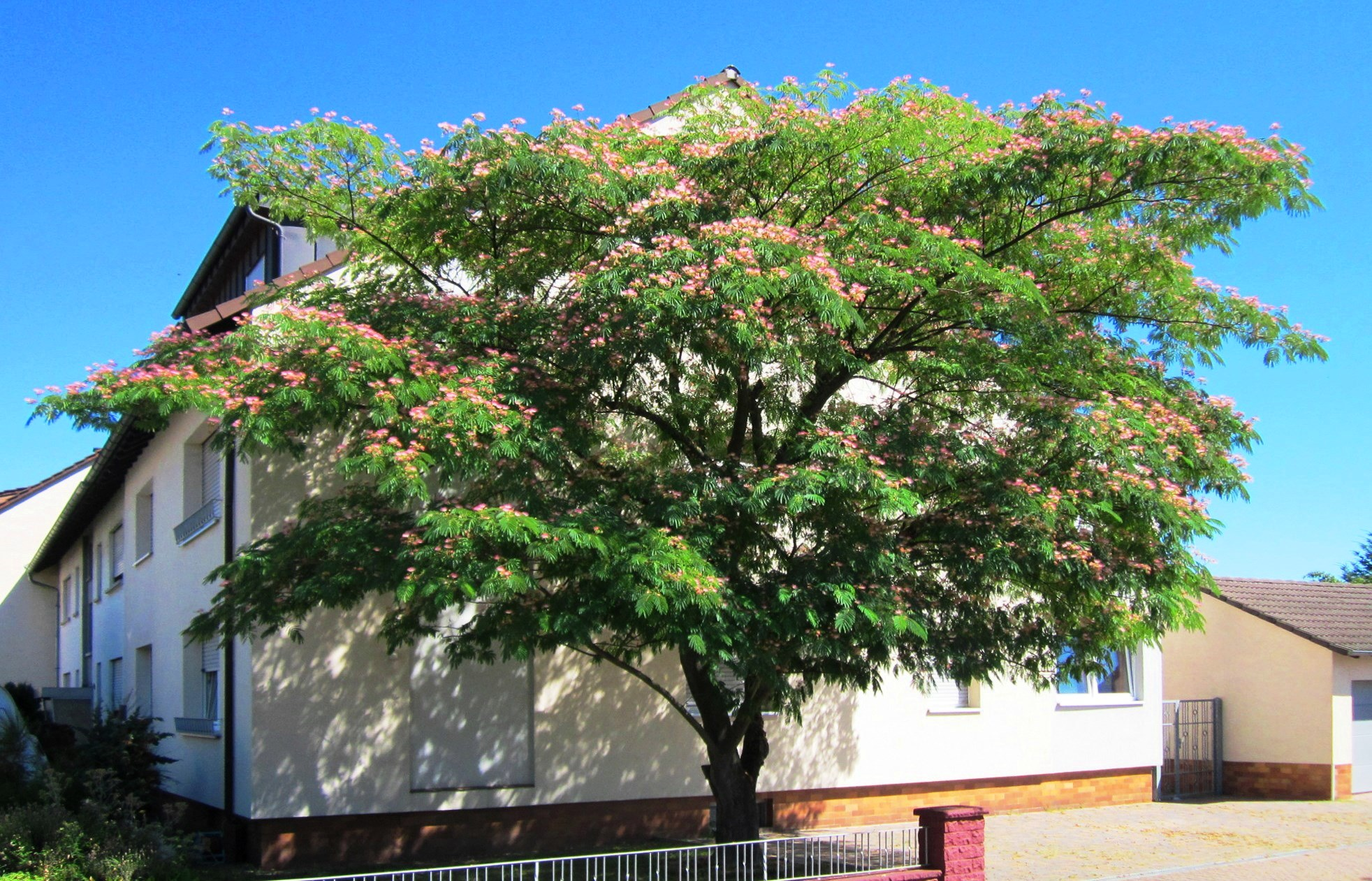

Родова назва — Albizia, походить від імені флорентійця Філіппо дель Альбіцці (італ. Albizzi), який познайомив в XVIII столітті Європу з цією рослиною. Видовий епітет — julibrissin, це спотворене gul-i abrisham (перс. گل ابریشم), що на фарсі означає «шовкова квітка» (від gul گل — «квітка», abrisham ابریشم — «шовк»).

## Поширення
Ареал рослини — Іран, Туреччина, південний схід Азербайджану, Далекий Схід (Китай, Японія, Тайвань), Індійський субконтинент (Бутан, північна Індія, Непал, Кашмір), Південно-Східна Азія (М'янма).
Як декоративна рослина альбіція завоювала весь світ, який лежить не тільки в субтропічній і тропічній областях, а й райони з помірним теплим кліматом в Європі, Середземномор'ї, Криму і на Чорноморському узбережжі Кавказу. У південних регіонах України альбіція є по суті найкрасивішим і рясно квітучим протягом декількох місяців (липень-жовтень) деревом. Багато її культивують в кримських містах. Особливо численна альбіція в Керчі, де нею декоровані алеї та безліч скверів міста. Зафіксовані випадки вирощування на присадибних ділянках Києва.

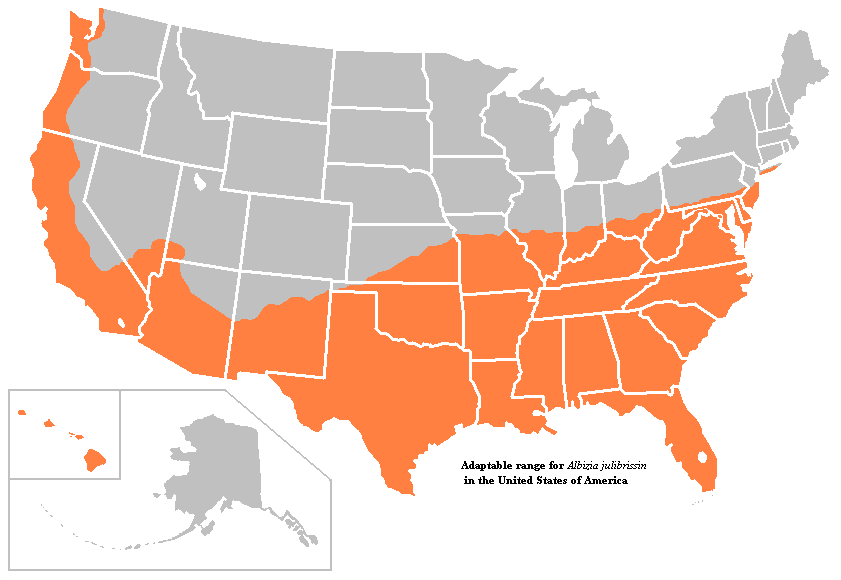
Distribution of A. julibrissin in the United States

У Північній Америці вирощується як декоративна рослина (від півдня штатів Нью-Йорк, Нью Джерсі та Коннектикута на захід до Міссурі та Іллінойсу і на південь до Флориди й Техасу. Також у Сполучених Штатах вважається інвазійним видом. 

## Опис

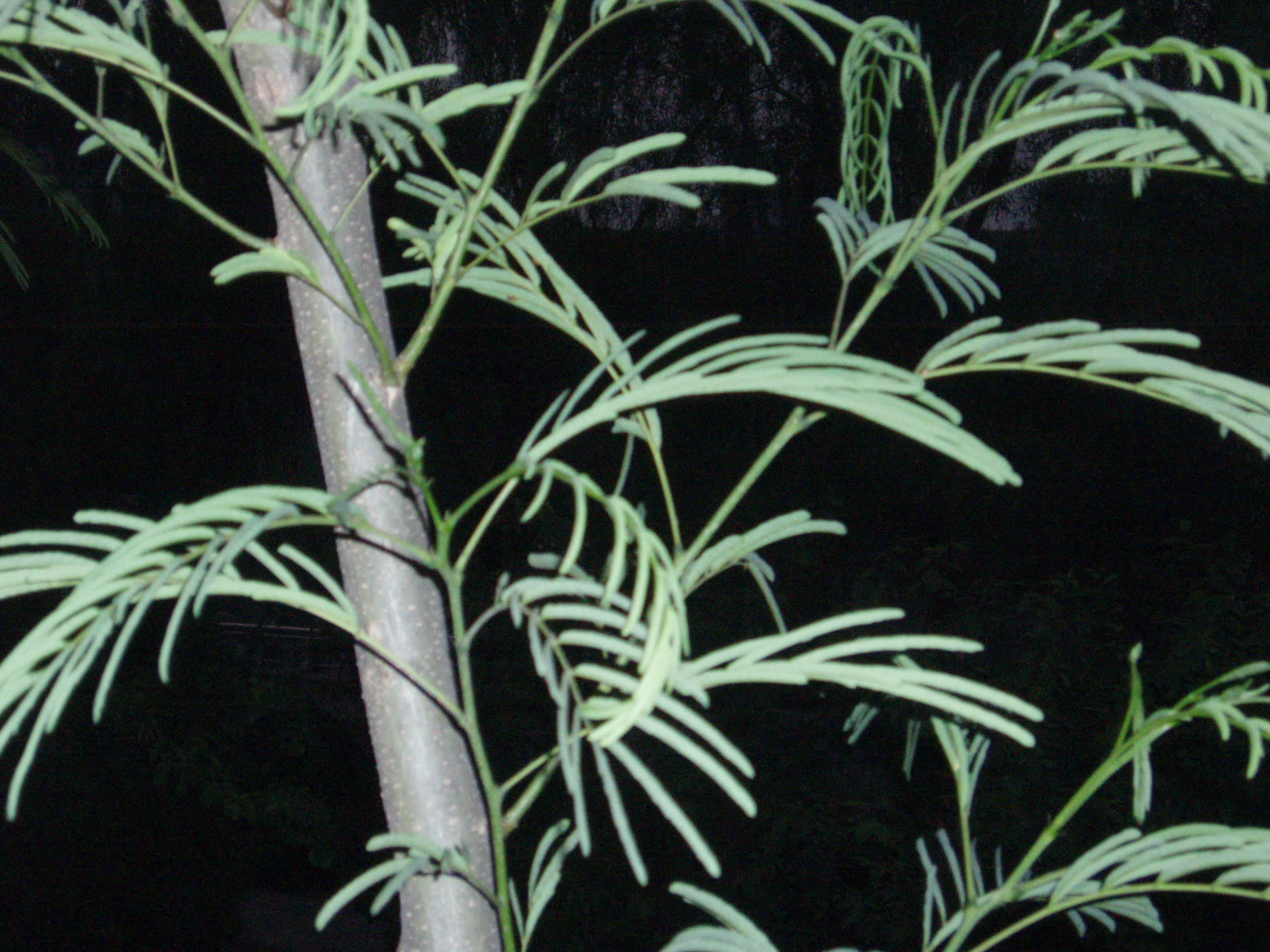
Закриті листя Albizia julibrissin

Це велике листопадне дерево висотою 10-12 метрів. У нього розлога зонтикоподібна крона, як у деяких видів тропічних акацій. Листя альбіція ажурні, розсічені на безліч дрібних часток. Листя на ніч закриваються для збереження тепла. Альбіція має правильні квітки, але чашолистки і пелюстки зрослі. Трубочка віночка у 2 рази довша за чашечку. Одна з найцікавіших особливостей її квіток — довгі численні тичинки з рожевими нитками. Вони висять пучками, висуваючись з різко забарвленого у жовтий колір віночка. Плоди — плоскі боби, багатонасінні, жовтуваті, довжиною 10-20 см. Насіння жовтувате, 0,5 см завдовжки.
Розпускається пізно, в середині травня, коли майже всі дерева вже розпустилися. Цвітіння її рясне і тривале — починається в середині червня і триває до вересня-жовтня, в залежності від погоди. Восени вона дуже довго зберігає листя (іноді до кінця листопада). Альбіція до останнього моменту залишається зеленою, і її листя одномоментно може знищити тільки заморозок або сильний вітер.

## Використання
Швидкість зростання та оригінальність дозволяє, незважаючи на теплолюбність, використовувати альбіцію в озелененні. Особливо гарна альбіція в період цвітіння (друга половина літа). Ефектна в одиночних посадках, в невеликих групах, алейних насадженнях. Розмножується насінням, живцями, щепленням.